# FIVB World Tour 1994/95 der Männer
Die FIVB World Tour 1994/95 der Männer bestand aus fünf Veranstaltungen. Hinzu kamen die Goodwill Games in Sankt Petersburg. Gastgeber der Beachvolleyball-Turnierserie waren neben Russland Frankreich, Japan, Puerto Rico und zwei Mal Brasilien. Tour Champions wurden die Norweger Jan Kvalheim und Bjørn Maaseide.

## Turniere

### Goodwill Games in Sankt Petersburg (23. bis 28. Juli 1994)
| Platz | Team                                      |
| ----- | ----------------------------------------- |
| 1     | Jan Kvalheim / Bjørn Maaseide             |
| 2     | Carlos Briceno / Jeff Williams            |
| 3     | Sinjin Smith / Bruk Vandeweghe            |
| 4     | Andy Burdin / Julien Prosser              |
| 5     | Aloizio Claudino / Emanuel Rego           |
| 6     | Jean-Philippe Jodard / Christian Penigaud |
| 7     | Gennadi Tscheremisow / Ruschan Dajanow    |
| 8     | Kōichirō Kanno / Kazuyuki Takao           |

In der Vorschlussrunde siegten Jan Kvalheim / Bjørn Maaseide gegen Andy Burdin / Julien Prosser aus Australien und Carlos Briceno / Jeff Williams gegen ihre Landsleute Sinjin Smith / Bruk Vandeweghe. Die Norweger konnten auch das Finale für sich entscheiden, während die unterlegenen US-Amerikaner im Bronzematch die Oberhand behielten.

### Marseille Open (26. bis 31. Juli 1994)
| Platz | Team                                      |
| ----- | ----------------------------------------- |
| 1     | Jan Kvalheim / Bjørn Maaseide             |
| 2     | Jean-Philippe Jodard / Christian Penigaud |
| 3     | Carlos Briceno / Jeff Williams            |
| 4     | Jörg Ahmann / Axel Hager                  |
| 5     | Andrè Gomes / Alemão Loss                 |
| 5     | Marek Pakosta / Michal Palinek            |
| 7     | Glenn Hamilton / Reid Hamilton            |
| 7     | Sinjin Smith / Bruk Vandeweghe            |

Auch beim zweiten Turnier der Saison im französischen Marseille setzten sich die Norweger durch, während das Duo aus dem Gastgeberland Silber erkämpfte. Die Zweiten von Sankt Petersburg mussten sich mit Bronze begnügen, während das deutsche Beachpaar Ahmann / Hager bei der ersten Teilnahme an einem Turnier der World Tour gleich den vierten Platz belegte.

### Enoshima Open (4. bis 7. August 1994)
| Platz | Team                                      |
| ----- | ----------------------------------------- |
| 1     | Roberto Lopes / Paulão Moreira            |
| 2     | Carlos Briceno / Jeff Williams            |
| 3     | Jan Kvalheim / Bjørn Maaseide             |
| 4     | Eduardo Garrido / Roberto Moreira         |
| 5     | Jean-Philippe Jodard / Christian Penigaud |
| 6     | Aloizio Claudino / Emanuel Rego           |
| 7     | Glenn Hamilton / Reid Hamilton            |
| 8     | Chikashi Kawai / Shōji Setoyama           |

Zum dritten Mal in Folge stand das norwegische Duo auf dem Treppchen, diesmal jedoch nur auf dem Bronzerang. Silber ging wie in Russland an Briceno / Williams. Zum ersten Mal in dieser Saison ganz oben auf dem Podest stand Roberto Lopes mit Paulão.

### Carolina (Puerto Rico) Open (17. bis 21. August 1994)
| Platz | Team                                      |
| ----- | ----------------------------------------- |
| 1     | Roberto Lopes / Paulão Moreira            |
| 2     | Sinjin Smith / Bruk Vandeweghe            |
| 3     | Jean-Philippe Jodard / Christian Penigaud |
| 4     | Eduardo Garrido / Roberto Moreira         |
| 5     | Aloizio Claudino / Emanuel Rego           |
| 5     | Jan Kvalheim / Bjørn Maaseide             |
| 7     | Frank Blasi / Mark Heese                  |
| 7     | John Child / Eddie Drakich                |

Roberto Lopes und Paulão sicherten sich das zweite Gold in Folge. Verlierer des Endspiels waren Sinjin Smith / Bruk Vandeweghe. Für die US-Amerikaner war es ebenfalls die zweite Medaille dieser Spielzeit. Auch die Dritten, die Franzosen Jodard / Penigaud, standen in diesem Jahr bereits zum zweiten Mal auf dem Stockerl.

### Fortaleza Open (1. bis 4. September 1994)
| Platz | Team                                      |
| ----- | ----------------------------------------- |
| 1     | Roberto Lopes / Franco Neto               |
| 2     | Jan Kvalheim / Bjørn Maaseide             |
| 3     | Pará Ferreira / Guilherme Marques         |
| 4     | Sinjin Smith / Bruk Vandeweghe            |
| 5     | Zé Marco de Melo / Paulo Emilio Silva     |
| 6     | Jean-Philippe Jodard / Christian Penigaud |
| 7     | Eduardo Garrido / Roberto Moreira         |
| 8     | Andy Burdin / Julien Prosser              |

Aller guten Dinge sind drei. Nach dieser Maxime handelte Roberto Lopes in seinem Heimatland und sicherte sich in Fortaleza seinen dritten Sieg in Folge. Dabei unterstützte ihn diesmal sein Standardpartner aus dem Vorjahr, Franco Neto. Die vierte Medaille im fünften Wettbewerb erkämpften Kvalheim / Maaseide, diesmal reichte es für die Norweger zum zweiten Rang. Dritte wurden zum ersten Mal Pará und Guilherme Marques.

### Rio de Janeiro Open (16. bis 19. Februar 1995)
| Platz | Team                              |
| ----- | --------------------------------- |
| 1     | Andrè Gomes / Alemão Loss         |
| 2     | Zé Marco de Melo / Emanuel Rego   |
| 3     | Roberto Lopes / Franco Neto       |
| 4     | Carlos Briceno / Jeff Williams    |
| 5     | Pará Ferreira / Guilherme Marques |
| 5     | Wilfredo Garcia / Gonzalo Torres  |
| 7     | Martín Conde / Eduardo Martínez   |
| 7     | João Brenha / Miguel Maia         |

Auch das letzte Event der Saison und das erste in 1995 fand im größten südamerikanischen Land statt. Die ersten drei Plätze gingen an die Gastgebernation. Sieger wurden zum ersten Mal Andre Gomes und Carlos Loss. Den Silberrang belegten Zé Marco und Emanuel Rego, für Roberto Lopes und Franco Neto reichte es diesmal nur zu Bronze.

## Auszeichnungen
| FIVB Tour Champion | Jan Kvalheim / Bjørn Maaseide |